# Ribadumia
Ribadumia település Spanyolországban, Pontevedra tartományban. Ribadumia Meis, Meaño, Cambados és Vilanova de Arousa községekkel határos. Lakosainak száma 5212 fő (2024).

## Népesség
A település népessége az elmúlt években az alábbi módon változott:
| Lakosok száma | 4240 | 4238 | 4658 | 4874 | 5166 | 5103 | 5081 | 5052 | 5193 | 5212 |
|               | 2001 | 2004 | 2007 | 2009 | 2012 | 2014 | 2017 | 2019 | 2022 | 2024 |